# Paletten
Paletten est le magazine d'art le plus ancien de la Suède (il a été fondé en 1939) et celui qui a l'orientation la plus internationale. Il est publié en suédois quatre fois par an par la Fondation Paletten, Stiftelsen Paletten, située à Göteborg.

## Historique
La revue est basée à Göteborg, en Suède, où elle a été fondée en 1939. Pendant de nombreuses années, elle a été produite par les artistes locaux. Le premier rédacteur en chef du magazine était Gunnar Wallin.
Au-delà de la scène artistique, Paletten a également publié des poèmes et des essais des plus grands auteurs suédois, y compris, Karin Boye, Gunnar Ekelöf et le prix Nobel Harry Martinson. La revue est devenue une institution de la presse suédoise. Depuis mars 2011, Sinziana Ravini et Fredrik Svensk sont les nouveaux rédacteurs en chef,. Milou Allerholm fut co-directrice en chef, entre 2011 et 2012.

## Contenu
Initialement, la revue portait essentiellement sur des événements locaux. Elle a progressivement élargi ses champs d'investigations pour s'intéresser à l'art au niveau national et international. Paletten dépeint la scène de l'art et des courants philosophiques importants pour l'art, présente des artistes et leur travail, et initie souvent des débats sur l'évolution de l'art et sur la place de l'art dans la société, chaque numéro étant généralement consacré à un thème.